# La Estancia de Navarro
La Estancia de Navarro är en ort i Mexiko.   Den ligger i kommunen Atotonilco el Alto och delstaten Jalisco, i den centrala delen av landet, 400 km väster om huvudstaden Mexico City. La Estancia de Navarro ligger 1 603 meter över havet och antalet invånare är 170.
Terrängen runt La Estancia de Navarro är varierad. Runt La Estancia de Navarro är det ganska tätbefolkat, med 108 invånare per kvadratkilometer. Närmaste större samhälle är Atotonilco el Alto, 10,4 km öster om La Estancia de Navarro. I omgivningarna runt La Estancia de Navarro växer huvudsakligen savannskog.